# Meliosma glabrata
Meliosma glabrata är en tvåhjärtbladig växtart som först beskrevs av Frederik Michael Liebmann, och fick sitt nu gällande namn av Ignatz Urban. Meliosma glabrata ingår i släktet Meliosma och familjen Sabiaceae. Inga underarter finns listade.